# Wilbur Ware
Wilbur Ware   (Chicago, 8 de setembre de 1923 - Filadèlfia, 9 de setembre de 1979) va ser un contrabaixista de jazz estatunidenc. Va ser baixista del personal a Riverside als anys 50, enregistrant amb J.R. Monterose, Toots Thielemans, Tina Brooks, Zoot Sims i Grant Green.

## Carrera
Ware va aprendre a tocar el banjo i el baix. Als anys quaranta va treballar amb Stuff Smith, Sonny Stitt i Roy Eldridge. Va gravar amb Sun Ra a principis dels anys cinquanta. Més tard a la dècada de 1950, establint-se a la ciutat de Nova York, Ware va tocar amb Eddie Vinson, Art Blakey i Buddy DeFranco. El seu únic disc enregistrat com a líder durant la seva vida va ser The Chicago Sound, des del 1957 quan va treballar per a Riverside. Va fer àlbums instructius de jazz per a "Music Minus One". El 1958, Ware va ser un dels 57 músics de jazz que va aparèixer a la fotografia "A Great Day in Harlem".
Ware va formar part del quartet Thelonious Monk del 1957 al 1958. També va actuar amb el Sonny Rollins Trio en directe al Village Vanguard.
L'addicció als estupefaents va comportar el seu retorn a Chicago el 1963 i un període d'empresonament. Va estar inactiu musicalment durant uns sis anys. El 1969, Ware va tocar amb Clifford Jordan, Elvin Jones i Sonny Rollins. Va morir d'emfisema a Filadèlfia, Pennsilvània, el 1979.